# Gare de Hastings
La gare de Hastings est une gare ferroviaire desservant la ville d'Hastings au Royaume-Uni.